# Admiral Hipper (1939)
«Адмірал Гіппер» (нім. Admiral Hipper) — важкий крейсер типу «Адмірал Гіппер», збудований напередодні початку Другої світової війни для Крігсмаріне Третього Райху. Головним крейсером серії планували поставити «Блюхер», але через 4-місячну затримку у будівництві першим спустили на воду крейсер «Адмірал Гіппер» і за старою традицією він дав назву класу важких крейсерів. Крейсер назвали на честь адмірала Кайзерівського флоту часів Першої світової війни Франца фон Гіппера, який відзначився у битві при Скагерраку.

## Історія

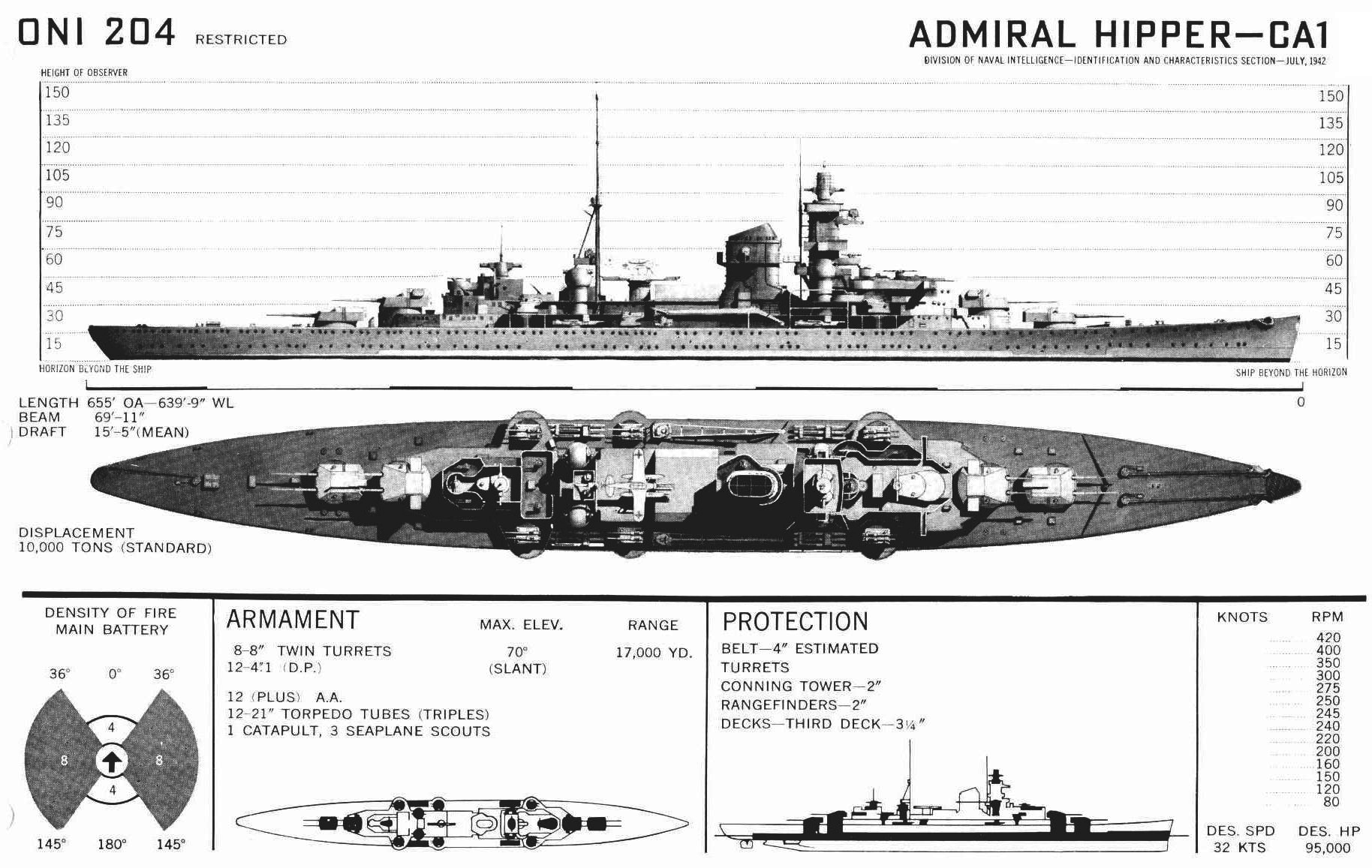
Схема крейсера у даних флоту США. 1942

Крейсер мав подвійне дно з 7 поперечними перегородками. Корпус був поділений на 14 ізольованих відсіків.
Був включений до складу флоту напередодні початку війни. Після випробувань на Балтиці до 12 січня 1940 дороблявся на корабельні. Він отримав атлантичний форштевень, завершення димової труби, змінений передній місток.
У вересні 1939 на стрільбах по панцернику «Гессен» була присутня військова делегація СРСР. У січні 1940 на крейсері встановили радар, у лютому 1940 в ході операції Nordmark він проривався до Норвегії разом з «Scharnhorst» і «Гнейзенау».

### Операція «Везерюбунг»

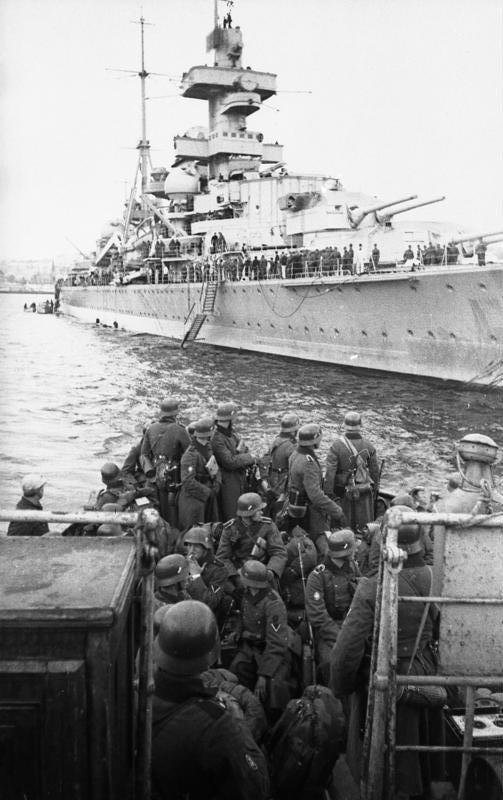
Висадка десанту у Тронгейм

«Адмірал Гіппер» був флагманом 2 Групи з 4 есмінців і мав на борті 1200 гірських єгерів. Зранку 8 березня британський есмінець «Глоуворм» спробував його торпедувати, прикриваючись димовою завісою, після чого протаранив, пошкодивши форштевень і затонувши. З крейсера врятували 40 британських моряків. На основі листа капітана «Адмірал Гіппер» Гельмута Гейє до Червоного Хреста капітан есмінця в час війни був першим нагороджений Хрестом Вікторії (усього 24). 9 березня у Тронгейм висадили десант і 10 квітня «Admiral Hipper» відбув до Вільгельмсгафена, де став на ремонт.

### Операція «Юнона»
4 червня 1940 «Адмірал Гіппер» разом з «Шарнгорст», «Гнейзенау», 4 есмінцями вийшов до Нарвік у Норвегії. по дорозі крейсер затопив танкер, есмінець, десантний корабель, полонивши їхні екіпажі. При виході з Тронгейм 20 червня разом з «Гнейзенау», останній був торпедований підводним човном «Клайд». 21 липня він знову вийшов в море для полювання за торговими караванами у Баренцовому морі, але 10 серпня був відкликаний до Вільгельмсгафен.

### Операція «Нордзеетур»

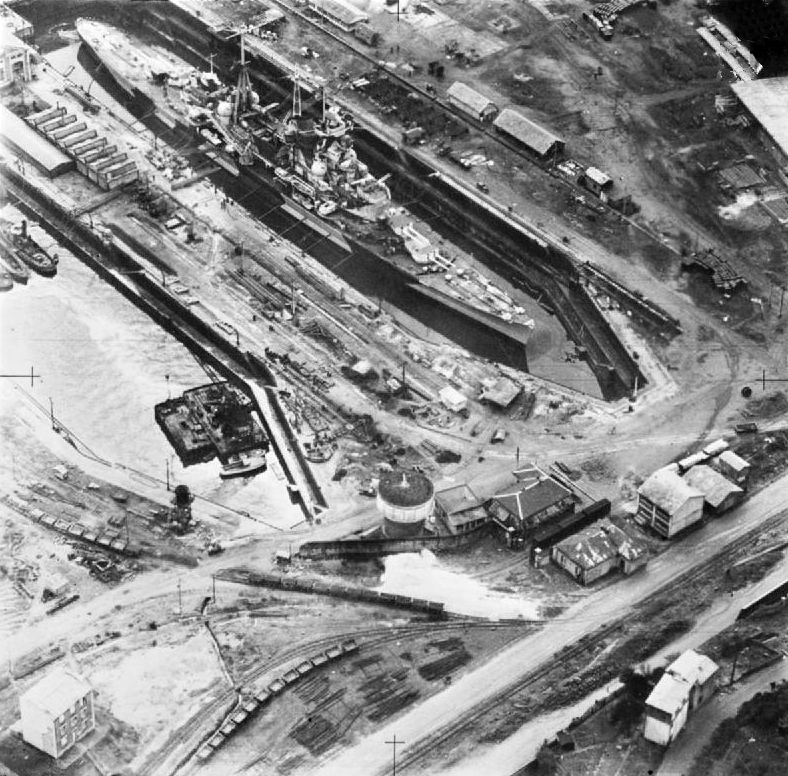
Admiral Hipper у Бресті

У вересні 1940 висланий до Північної Атлантики, але через пожежу в машинному відділенні ремонтувався в Південній Норвегії. 30 листопада вийшов у море. Зранку 25 грудня північніше від Азорських островів натрапив на конвой WS 5A у супроводі авіаносців «Ф'юріос» і «Аргус», крейсерів важкого "«Бервік» і двох легких «Бонавентуре», «Данідін», 6 есмінців. Після короткої перестрілки пошкоджено 2 торгові кораблі, «Berwick» зазнав 3 влучань, а «Адмірал Гіппер», побачивши сильну охорону, що намагалась його оточити з двох сторін, відійшов. Через брак палива відплив 27 грудня до Бреста, потопивши по дорозі корабель у 6170 т.
1 лютого 1941 вийшов у нове плавання, потопивши 11 лютого транспорт, що відстав від конвою HG 53. Наступного дня знайшов конвой з 19 кораблів без охорони, потопив 7 водотоннажністю 32 000 брт, 3 пошкодженим вдалось дійти до порту. 4 лютого повернувся до Бресту, де під час бомбардувань не зазнав пошкоджень. 15 березня вийшов з порту і 28 березня досягнув Кіля, де став на ремонт у корабельні.

### Операція «Рессельшпрунг» (1942)

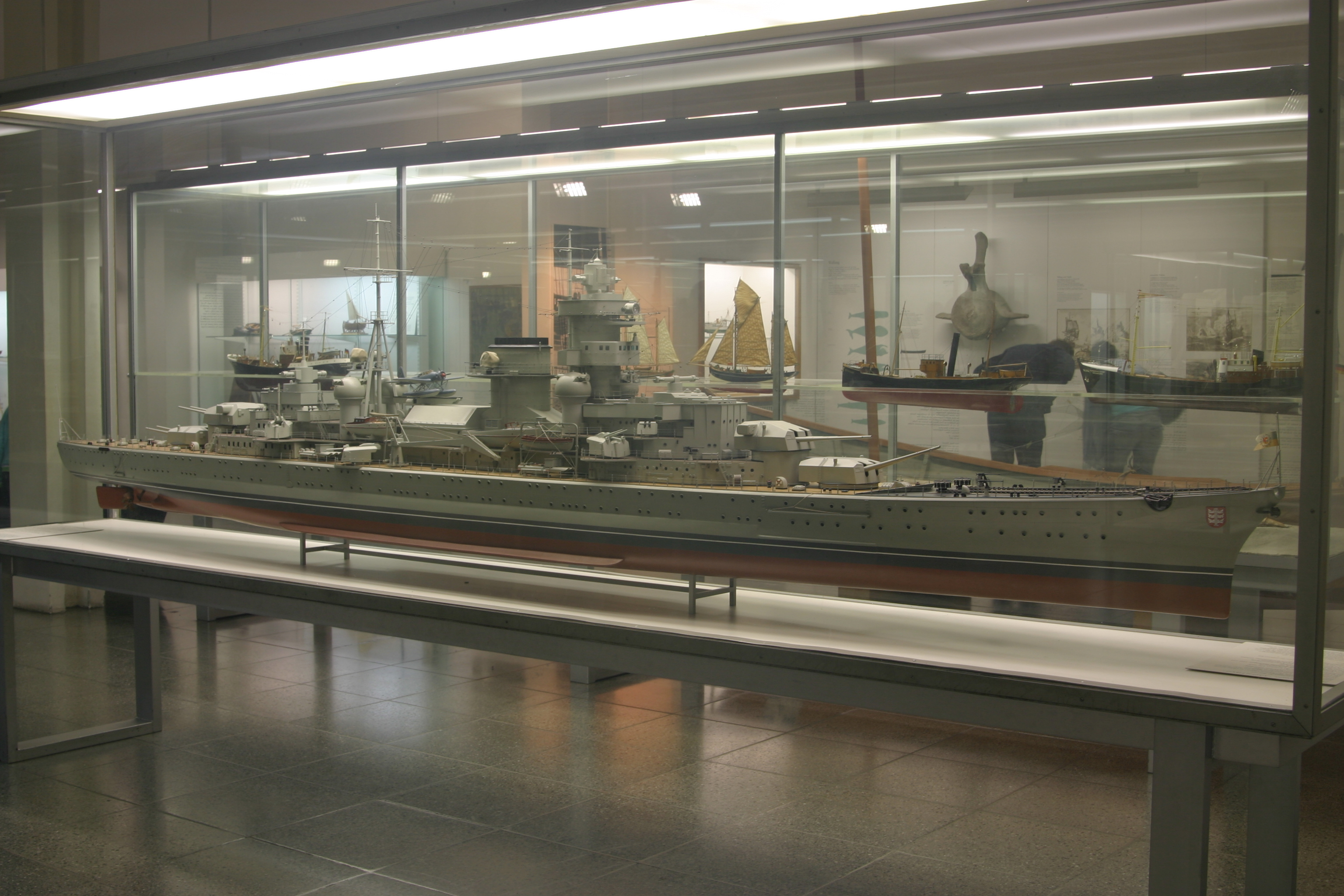
Admiral Hipper. Модель

Через рік у березні 1942 «Admiral Hipper» вийшов до Норвегії, де став на якір у Лофіорді. 2 липня 1942 у складі 1 бойової групи адмірала Отто Шнівінда («Tirpitz», есмінці) вийшов на перехоплення конвою PQ 17. Оскар Кумметц командував 2 бойовою групою з важких крейсерів «Лютцов» та «Admiral Scheer». 5 липня обидві групи пішли на об'єднання. Дізнавшись, про їхній вихід, командувач конвою дав наказ розосереджуватися транспортним кораблям, значну частину яких потопили літаки Люфтваффе, підводні човни. Через це кораблі повернули назад і 6 липня «Адмірал Гіппер» став на якір у Нарвіку. 24—28 вересня у операції «Зарін» поставив 96 мін біля Нової Землі, у листопаді в операції «Гоффнунг» повинен був зірвати судноплавство кораблів СРСР у Північному Льодовитому океані.

### Операція Regenbogen
30 грудня 1942 разом з крейсером «Lützow», 8 есмінцями виступили проти конвою JW 51B біля острова Ведмежого в Баренцовому морі. «Admiral Hipper» з 4 есмінцями північніше повинен був вступити у бій з британськими військовими кораблями, а «Lützow» з півдня напасти на торгові кораблі. За поганої видимості «Адмірал Гіппер» неочікувано дістав три влучання 150-мм набоїв з легкого крейсера «Шеффілд», зазнавши пошкодження машинного відділення. «Шеффілд» потопив есмінець Z 16 «Фрідріх Еккольдт», через що адмірал Кумметц перервав операцію і повів кораблі назад. «Адмірал Гіппер» при відході потопив есмінець «Акейтіз» і тральщик «Брамбл».

### У резерві

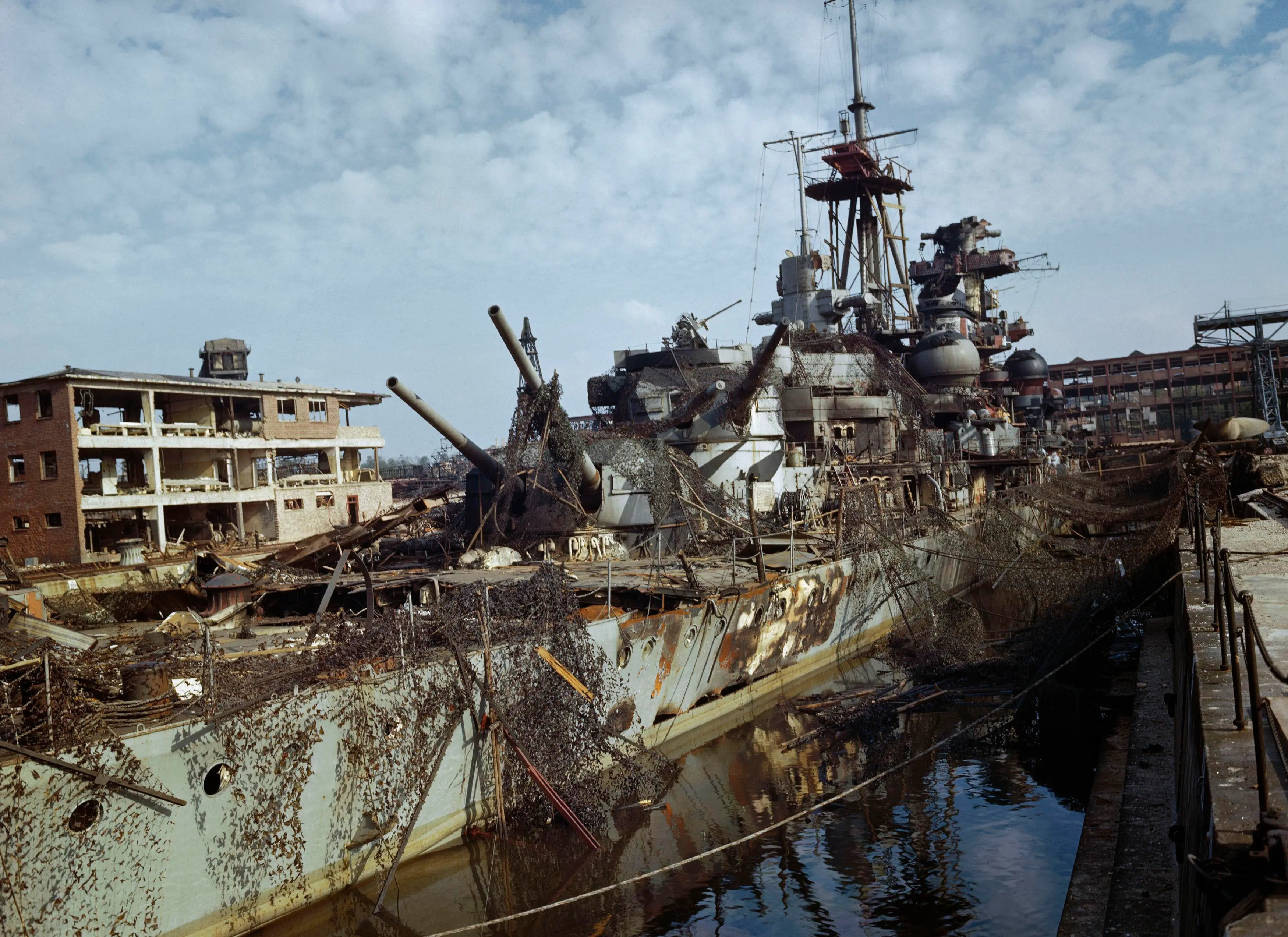
Admiral Hipper у доку Кіля. 19 травня 1945

7 лютого 1943 крейсер повернувся до Кіля. 28 лютого у Вільгельмсгафен його вивели з діючого флоту. Через бомбардування у квітні 1944 відбуксирували до Піллау. З березня 1944 використовувався як навчальний корабель, здійснюючи виходи в море. 30 січня 1945 з 1500 втікачів повернувся до Кіля. При виході з порту розминувся з «Вільгельм Густлофф», потопленим підводним човном С-13. Тоді загинуло до 6600 осіб, але через загрозу торпедування «Admiral Hipper» не зупинився. На допомогу пішли кораблі з його супроводу. У корабельні Deutsche Werke йому мали відремонтувати 3 групу котлів, пошкоджену ще 1942 року. У квітні 1945 під час двох бомбардувань Кіля був пошкоджений і підірваний у доку 3 травня 1945 р.
Був виведений в бухту Гайкендорфер і посаджений на ґрунт біля крейсера «Emden». розібраний 1946 р. Ринда крейсера зберігається у музеї-меморіалі Лабое.

## Командири
- Капітан-цур-зее Гельмут Гайє (квітень 1939 — вересень 1940)
- Капітан-цур-зее/контрадмірал Вільгельм Майзель (вересень 1940 — листопад 1942)
- Капітан-цур-зее Ганс Гартманн (листопад 1942 — лютий 1943)
- Капітан-цур-зее Фріц Краусс (лютий 1943 — березень 1944)
- Капітан-цур-зее Ганс Генігст (березень 1944 — травень 1945)